# Sømand i knibe
Sømand i knibe er en dansk film fra 1960.
- Manuskript Bob Ramsing.
- Instruktion Lau Lauritzen jun.

Blandt de medvirkende kan nævnes:
- Ghita Nørby
- Ebbe Langberg
- Lau Lauritzen jun.
- Ib Mossin
- Judy Gringer
- Otto Brandenburg
- Dirch Passer
- Hans Kurt
- Jeanne Darville
- Hugo Herrestrup
- Bertel Lauring
- Ole Monty